# Тимковский, Игорь Владимирович
Игорь Владимирович Тимковский (1911, Ташкент — 1941?) — советский спортсмен (русские шашки), чемпион СССР по русским шашкам 1934 года (декабрь), серебряный призёр 1930 и 1938 годов, бронзовый призёр 1934 года (март). Мастер спорта СССР по шашкам.

## Биография
Родился в семье кинорежиссёра в Ташкенте. Переехал в Москву в 1929 году.
В 1929 году он делит 1-2 и 3-4 место в конкурсе составления этюдов, проведенном редакцией «64».
Начиная с 1930 года, принял участие в 4-х чемпионатов СССР, где неизменно занимал призовые места. За 2-е место на IV чемпионате СССР Игорю Тимковскому присвоено звание мастера спорта.
Выдающийся многогранный талант — аналитик, композитор, практик. В золотой фонд шашечного искусства вошли его этюды. Составлял задачи. Причём, стал известен сначала как этюдист. 
В 1932 году в Смоленске провел вслепую сеанс одновременной игры на 14 досках, результат: +12; =2.
В 1935 году в Минске устанавливает рекорд одновременной игры, проведя сеанс на 125 досках. Сеанс продолжался 5 часов 15 минут и закончился со счетом 104,5:20,5 (+91; −7; =27) в пользу великого мастера.
Последний раз принял участие в чемпионате страны в 1938 году, в этом же году репрессирован. Год и место гибели неизвестно.